# В'ячеслав Заховайко
В'ячеслав Заховайко (ест. Vjatšeslav Zahovaiko; нар. 29 грудня 1981, Лелле, Кехтна, Рапламаа, Естонська РСР) — естонський футболіст, нападник, футбольний тренер. Виступав за національну збірну Естонії.

## Клубна кар'єра
Вихованець футбольної секції міста Лелле та клубу «Флора» (Кехтна). Свої перші матчі на дорослому рівні зіграв у 14-річному віці у четвертому дивізіоні. З 1998 року почав регулярно виходити на поле у складі «Флори» з Кехтни в четвертому та третьому дивізіонах.
У 1999 році підписав контракт з талліннською «Флорою», того ж року дебютував у вищому дивізіоні Естонії, зіграв 3 матчі та відзначився 2 голами. Потім декілька років поспіль віддавався в оренду до клубів вищого та першого дивізіонів, 2002 року у складі «Тулевіка» відзначився 20 голами й став четвертим бомбардиром сезону. У 2003 році повернувся до основного складу «Флори», цього ж сезону зі своїм клубом став чемпіоном Естонії. У 2004 році з 28 м'ячами виграв титул найкращого бомбардира. У 2006 році відзначився 25 голами у 21-му матчі, що дозволило форварду стати третім бомбардиром сезону, проте за середнім показником голів за матч (1,2) він став найкращим в Європі.
У 2007 році підписав орендний контракт із кувейтським клубом «Аль-Кувейт Кайфан», взяв участь у декількох передсезонних матчах, проте потім клуб розірвав контракт, в результаті В'ячеслав та його агент зверталися зі скаргою до ФІФА. Згодом ще три сезони виступав за «Флору». У першому десятилітті XXI століття регулярно входив до десятки найкращих бомбардирів чемпіонату.
У грудні 2009 року перейшов до португальської «Лейрії», де за півтора сезону зіграв лише 13 матчів, відзначитися голами так і не зміг. Потім виступав за угорський «Дебрецен» та фінський КуПС, де також грав нечасто.
2012 року повернувся до Естонії, виступав за «Калев» (Сілламяе), з яким завойовував медалі національного чемпіонату, та за «Пайде». У 2015 році посів третє місце у суперечці бомбардирів, а у 2016 — друге. Після закінчення сезону 2016 року завершив кар'єру гравця та перейшов на тренерську роботу.
Загалом у чемпіонатах Естонії зіграв 309 матчів та забив 211 голів. Станом на грудень 2017 року за кількістю голів посідає друге місце в історії, поступаючись Максиму Грузнову (304). Рекордсмен за кількістю хет-триків у чемпіонатах країни (22).

## Кар'єра в збірній
Грав за юнацькі та молодіжну збірні Естонії.
У національній збірній дебютував 9 лютого 2003 року у матчі проти Еквадору. Першим голом відзначився у своєму другому матчі, 12 лютого 2003 року, також проти Еквадору. Останній матч зіграв 25 березня 2011 року проти Уругваю і в ньому ж відзначився своїм останнім голом. Загалом зіграв за збірну 39 матчів та відзначився 8 голами.
2008 року отримав щорічну нагороду «Срібний м'яч» за найкрасивіший м'яч, забитий у складі збірної Естонії.

## Кар'єра тренера
У 2015—2016 роках працював тренером «Пайде», асистував Меелісу Рооба. У листопаді 2016 року призначений головним тренером клубу та працював до кінця 2021 року. Приводив команду до перших в її історії срібних (2020) та бронзових (2021) нагород національного чемпіонату.

## Статистика виступів

### Клубна
Станом на 27 жовтня 2011.
| Мезон   | Дивізіон чемп. | Країна     | Клуб              | Перша команда | Перша команда | Резервна команда | Резервна команда |
| Мезон   | Дивізіон чемп. | Країна     | Клуб              | Матчі         | Голи          | Матчі            | Голи             |
| ------- | -------------- | ---------- | ----------------- | ------------- | ------------- | ---------------- | ---------------- |
| 1995–96 | 4              | Естонія    | «Лелле»           | 2             | 1             | 0                | 0                |
| 1997–98 | 4              | Естонія    | «Рійгікогу»       | 1             | 2             | 0                | 0                |
| 1998    | 4              | Естонія    | «Флора» (Кехтна)  | 9             | 4             | 0                | 0                |
| 1999    | 3              | Естонія    | «Флора» (Кехтна)  | 10            | 5             | 0                | 0                |
| 1999    | 1              | Естонія    | «Флора» (Таллінн) | 3             | 2             | 0                | 0                |
| 2000    | 1              | Естонія    | «Ворріор» (Валга) | 23            | 4             | 5                | 1                |
| 2001    | 1              | Естонія    | «Тулевік»         | 21            | 6             | 7                | 2                |
| 2002    | 1              | Естонія    | «Тулевік»         | 25            | 20            | 5                | 3                |
| 2003    | 1              | Естонія    | «Флора» (Таллінн) | 27            | 14            | 2                | 4                |
| 2004    | 1              | Естонія    | «Флора» (Таллінн) | 22            | 28            | 0                | 0                |
| 2005    | 1              | Естонія    | «Флора» (Таллінн) | 15            | 19            | 0                | 0                |
| 2006    | 1              | Естонія    | «Флора» (Таллінн) | 21            | 25            | 5                | 3                |
| 2006–07 | 1              | Кувейт     | «Аль-Кувейт»      | 0             | 0             | —                | —                |
| 2007    | 1              | Естонія    | «Флора» (Таллінн) | 17            | 14            | 1                | 0                |
| 2008    | 1              | Естонія    | «Флора» (Таллінн) | 12            | 6             | 0                | 0                |
| 2009    | 1              | Естонія    | «Флора» (Таллінн) | 23            | 13            | 0                | 0                |
| 2009–10 | 1              | Португалія | «Лейрія»          | 6             | 0             | —                | —                |
| 2010–11 | 1              | Португалія | «Лейрія»          | 6             | 0             | —                | —                |
| 2011–12 | 1              | Угорщина   | «Дебрецен»        | 2             | 0             | 2                | 1                |

### Голи за збірну
| 1                            | 2003-02-13 | Олімпійський стадіон Атауальпа, Кіто               | Еквадор            | 1–2 | 1–2 | Товариський матч         |
| 2                            | 2003-12-17 | Стадіон імені принца Мохамеда бін Фахда, Ед-Даммам | Саудівська Аравія  | 1–1 | 1–1 | Товариський матч         |
| 3                            | 2004-02-16 | Національний стадіон Мальти, Валлетта              | Мальта             | 1–1 | 2–5 | Мальтійський турнір 2004 |
| 4                            | 2004-06-11 | А. Ле Кок Арена, Таллінн                           | Північна Македонія | 1–3 | 2–4 | Товариський матч         |
| 5                            | 2008-03-26 | А. Ле Кок Арена, Таллінн                           | Канада             | 2–0 | 2–0 | Товариський матч         |
| 6                            | 2008-06-04 | А. Ле Кок Арена, Таллінн                           | Фарерські острови  | 1–0 | 4–3 | Товариський матч         |
| 7                            | 2008-06-04 | А. Ле Кок Арена, Таллінн                           | Фарерські острови  | 2–0 | 4–3 | Товариський матч         |
| 8                            | 2011-03-25 | А. Ле Кок Арена, Таллінн                           | Уругвай            | 2–0 | 2–0 | Товариський матч         |
| Станом на 7 жовтня 2015 року |            |                                                    |                    |     |     |                          |

## Досягнення
- Мейстріліга
  -  Чемпіон (1): 2003
  -  Срібний призер (3): 2007, 2008, 2014
  -  Бронзовий призер (4): 1999, 2004, 2006, 2013

- Найкращий бомбардир чемпіонату Естонії (1): 2004 (28 голів)